# 马塔韦尔迪
马塔韦尔迪是巴西米纳斯吉拉斯州的一个市镇。总面积230.241平方公里，总人口7458人，人口密度32.4人/平方公里。